# Aref Habibollahi
Aref Habibollahi (in persiano عارف حبیب‌اللهی‎; 2000) è un lottatore iraniano, specializzato nella lotta greco romana.

## Palmarès
- Campionati asiatici

Ulaanbaatar 2022: bronzo nei 77 kg.